# Michał Opaliński (aktor)
Michał Opaliński (ur. 29 stycznia 1979 we Wrocławiu) – polski aktor teatralny, telewizyjny i filmowy.

## Życiorys
W latach 2002–2008 współpracował z Grupą Artystyczną Ad Spectatores Pod Wezwaniem Calderóna we Wrocławiu. W 2004 ukończył studia na Wydziale Aktorskim Państwowej Wyższej Szkoły Teatralnej we Wrocławiu. Za rolę Gidiego w dyplomowym przedstawieniu Zabawy na podwórku według sztuk Srbljanović, Walczaka i Mazayi otrzymał nagrodę Jury Młodzieżowego na XLIV Kaliskich Spotkaniach Teatralnych (2004).
1 września 2004 został aktorem Teatru Polskiego we Wrocławiu. Sceniczna rola Urzędnika w spektaklu Tęczowa trybuna 2012 przyniosła mu nagrodę za rolę męską w Ogólnopolskim Konkursie na Wystawienie Polskiej Sztuki Współczesnej (2011).
W 2013 w wywiadzie dla magazynu Replika publicznie ujawnił, że jest gejem.

## Wybrana filmografia

### Filmy fabularne
- 2001: Kameleon
- 2004: O czym są moje oczy
- 2011: Z miłości
- 2011: 80 milionów jako SB-ek

### Seriale TV
- 2001: Kameleon
- 2004: Klan jako Jarosław Ryciński, dendrolog, znajomy Janusza Sokołowskiego, partnera życiowego Agnieszki Lubicz
- 2005: Fala zbrodni – odc. „Brudna walka”
- 2007: Biuro kryminalne – odc. „Joker”
- 2007: Halo Hans! jako listonosz
- 2007-2010: Pierwsza miłość jako Jerzy Osieczko, kelner w księgarnio-kawiarni „Fabryka Wrażeń”
- 2016: Bodo jako kelner w „Teatralnej”
- 2016: Artyści jako audytor Radomir Dymecki
- 2017: O mnie się nie martw jako prokurator